# Azizos

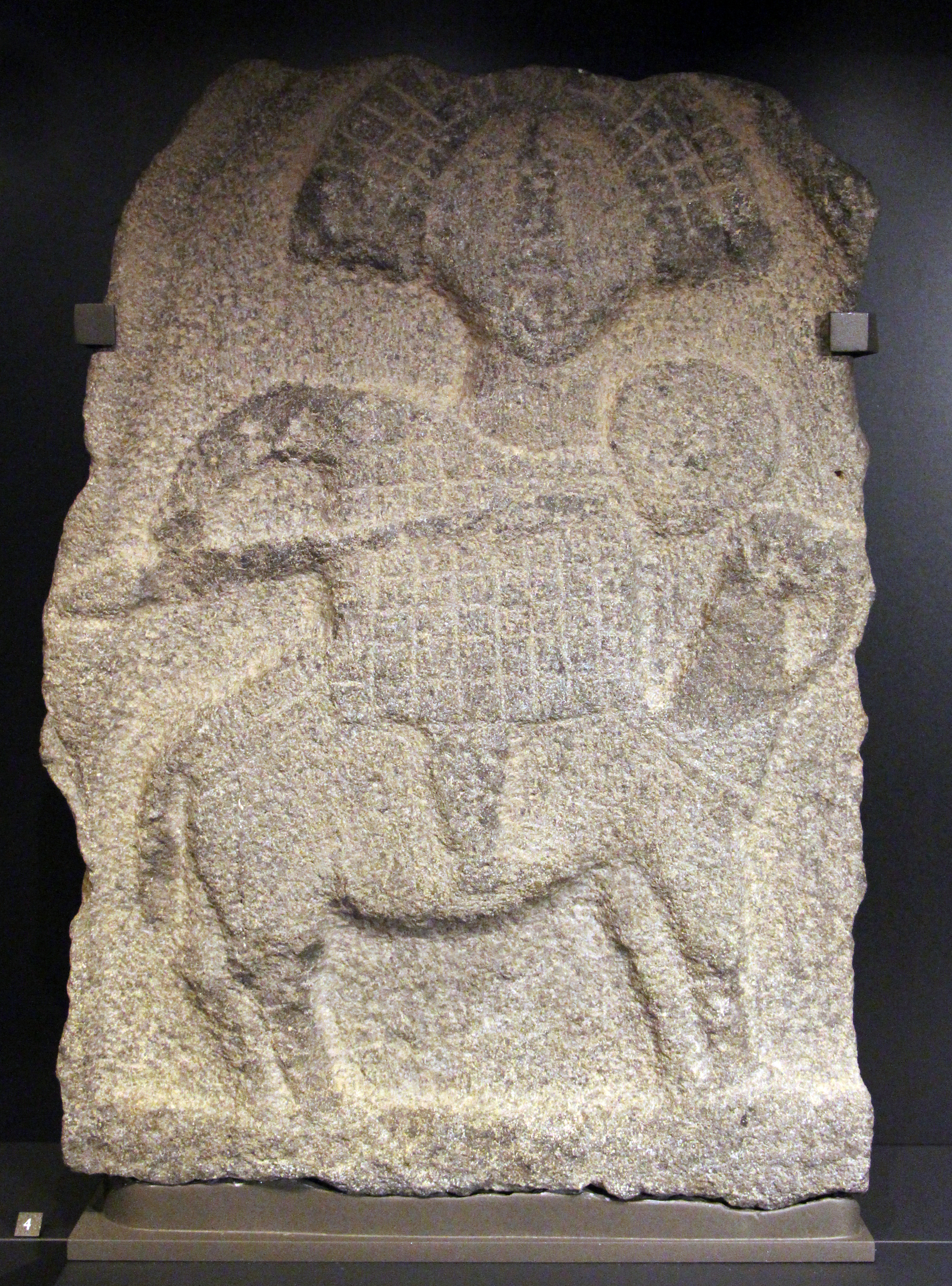
Divinidad armada siria sobre un dromedario, probablemente Azizos.

Azizos, Azizu o Aziz es un dios árabe preislámico procedente del Norte de Arabia que era además adorado localmente en Palmira, donde personificaba al lucero del alba (estrella de la mañana) junto a su hermano gemelo Arsu que personificaba la estrella de la tarde.
Como dios tutelar astral y protector se le representa usualmente montado a camello o dromedario con Arsu. Fue venerado por separado en Siria, principalmente en Emesa, como dios de la estrella de la mañana, en compañía del dios astral Monimos.
El emperador Juliano el Apóstata identifica a Azizos como Ares en su obra Himno al rey Helios:

"Los habitantes de Edesa, un lugar que desde tiempo inmemorial estaba consagrada a Helios, lo asociaron con Monimos y Azizos. Se interpretaba que Monimos era Hermes y Azizos, Ares, los asesores de Helios."